# Phaeoacremonium sphinctrophorum
Phaeoacremonium sphinctrophorum är en svampart som beskrevs av L. Mostert, Summerb. & Crous 2006. Phaeoacremonium sphinctrophorum ingår i släktet Phaeoacremonium och familjen Togniniaceae.   Inga underarter finns listade i Catalogue of Life.